# Lei de Liebig

Barril de Liebig

A Lei de Liebig, também conhecida como lei do mínimo, é um princípio utilizado principalmente na agricultura que estabelece que o desenvolvimento de uma planta será limitado pelo nutrientes faltoso ou deficitário, mesmo que todos os outros elementos ou fatores estejam presentes. Foi desenvolvida pelos estudos em agricultura convencional no século XX, decorrente dos avanços científicos produzidos por Carl Sprengel, no início do século XIX, posteriormente popularizados por Justus von Liebig em seu livro Aplicações da química orgânica na agricultura e fisiologia, de 1840.

## Exemplo
Dobenecks usou a imagem de um barril para explicar a lei, que passou a ser conhecido como "Barril de Liebig". Assim como a capacidade de um barril com ripas de comprimento desigual é limitado pela ripa mais curta, o crescimento das plantas é determinado pelo nutriente com menor oferta no solo.